# Valknut

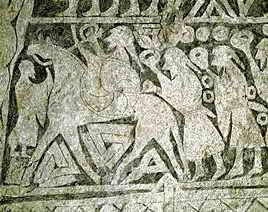
Odin met Sleipnir, Valknuts staan onder het paard (Steen van Tängelgarda)

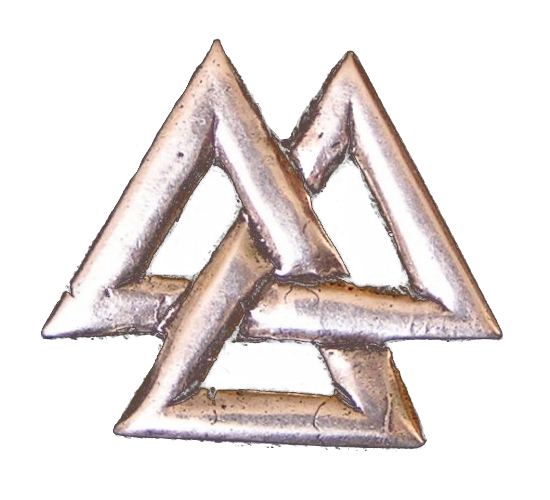
Valknut als Klaverbladknoop

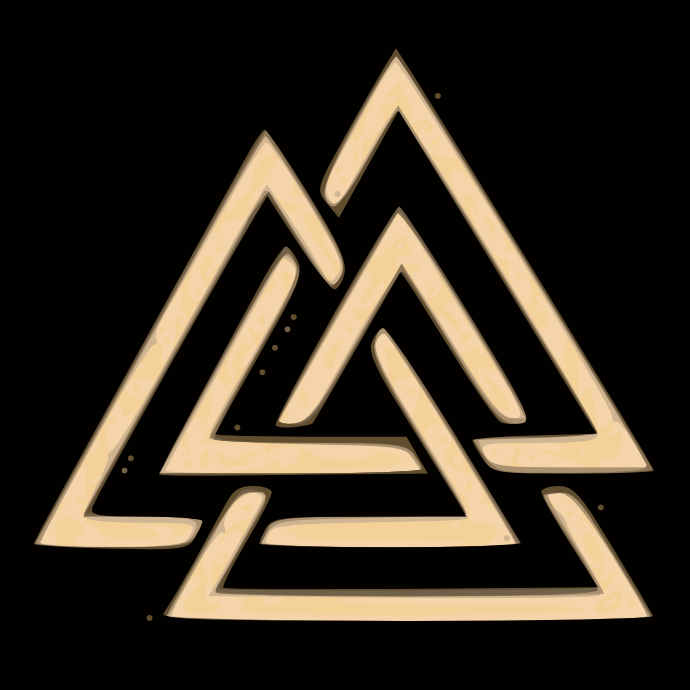
Valknut als Borromeaanse ringen

De Valknut (Oudnoords valr, gesneuvelde krijgers + knut, knoop) is een symbool dat uit drie ineen gestrengelde driehoeken bestaat. De naam Valknut heeft een onbekende herkomst. De symbolen staan op oude Germaanse artefacten gegraveerd, meestal in samenhang met de god Odin. Ze wordt daarom ook wel de Odins- of Wodansknoop genoemd. Er zijn meerdere afbeeldingen gevonden, zoals op de 8e-eeuwse Steen van Tängelgarda en de Steen van Stora Hammar, beiden op Gotland, maar ook op een ring die in de rivier Nene in Engeland is gevonden en op het Oseberg Vikingschip, dat in het Vikingskipshuset museum te Noorwegen te bezichtigen is.

## Symbolisme
Volgens H. R. E. Davidson (p. 146), is de valknut —
is thought to symbolize the power of the god Odin to bind or unbind [a man's mind] ... so that men became helpless in battle, and he could also loosen the tensions of fear and strain by his gifts of battle-madness, intoxication, and inspiration.

## Geometrie
Afhankelijk van de artistieke weergave is de Valknut equivalent aan de Borromeaanse ringen, het drieblad knoop, of een gesloten 3-schakel ketting:

De Valknut als Borromeaanse ring (Knopen Atlas L6a4)
De Valknut als een drieblad ofwel een triquetra (Knopen Atlas 3_1)
De Valknut als een gesloten 3-schakelketting (Knopen Atlas L6n1)

Het symbool wordt ook wel genoemd:  :
- hart van de gesneuvelde
- hart van Vala
- Hrungnir's hart
- Odin's knoop
- Wotan's ster